# كرنفال السود والبيض
كرنفال السود والبيض (بالإسبانية: Carnaval de Negros y Blancos)‏ أو أيضا كرنفال باستو هو حدث احتفالي يقام سنويا بمدينة باستو،  العاصمة السياسية والإدارية لمقاطعة نارينيو المتاخمة لجمهورية الإكوادور. يعد الكرنفال واحد من بين أهم وأجمل الكرنفالات في كولومبيا إلى جانب كرنفالي بارانكيا وريوسوسيو، والتي تأخذ التنوع الثقافي الكولومبي كعنوان لها. تجري احتفالات الكرنفال طيلة الأيام الممتدة ما بين 2 إلى 7 يناير من كل عام، حيث يجذب الكرنفال أنظار عدد كبيرا من السياح الكولومبيين والأجانب على حد سواء.
بحلول 30 سبتمبر 2009، أعلنت اليونسكو كرنفال السود والبيض، كواحد من روائع التراث الشفهي اللامادي للإنسانية.

## تاريخ

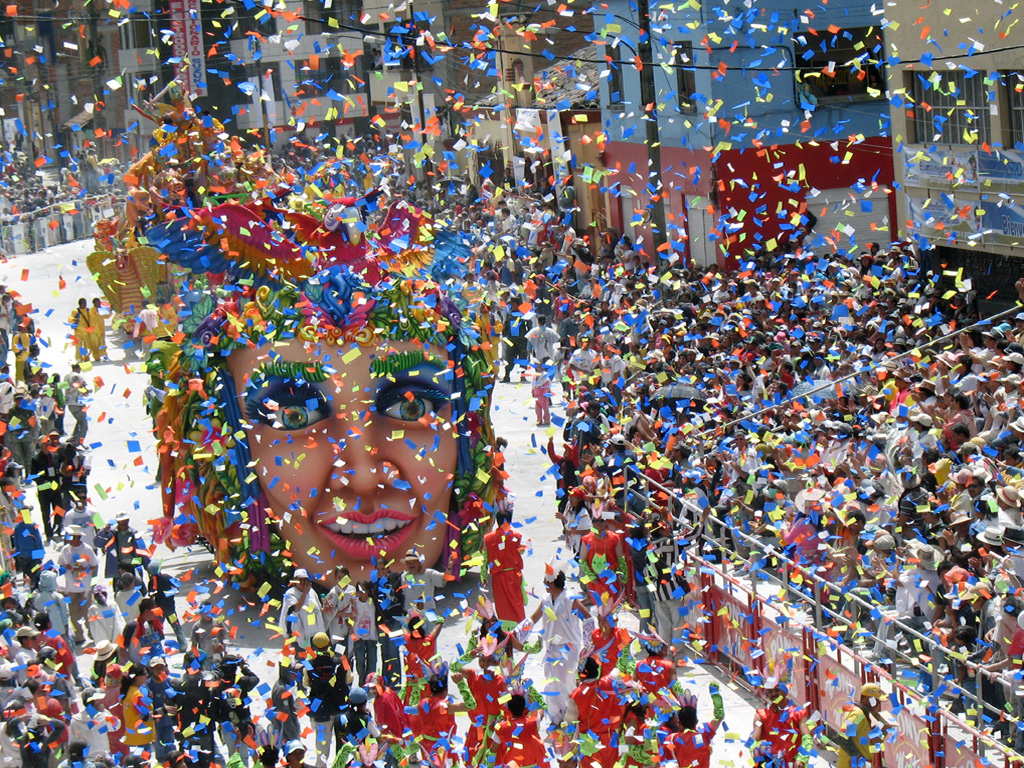
الموكب الكبير، 6 يناير 2007.

### أصول الكرنفال
يرجع تاريخ نشأة الكرنفال بصيغته الحديثة إلى بدايات القرن الماضي، لكن تاريخ نشاته بالضبط لايزال لحد الساعة موضوع بحث مستمر. هناك من يرجعه إلى فجر إحدى أيام عيد الغطاس في 6 يناير 1912، على أساس الحاجة للتعبير عن الخيال، اللعب، الصداقة وتقاسم الفرح الذي ينتعش خلال هذا الوقت من السنة. في المقابل يرى آخرون أن أصوله ترجع إلى احتفالات السود  التي أعقبت منحهم ليوم إجازة خلال العهد الاستعماري الإسباني.

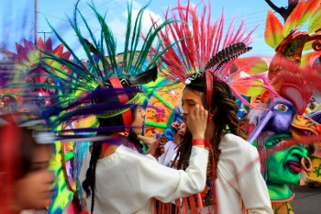
آخر الإستعددادات قبل انطلاق موكب الكرنفال لسنة 2008.

بعيدا عن كل الاعتبارات التاريخية والعلمية يظل كرنفال مدينة باستو واحدا من بين التعبيرات المثالية القليلة التي تظهر انسجاما واضحا بين الثقافة والتاريخ والمجتمع، خاصة عندما يتعلق الأمر ببلد لا يزال يعاني من التفاوتات الاجتماعية، العرقية والهوياتية.

### أصول يوم البِيض ويوم السود

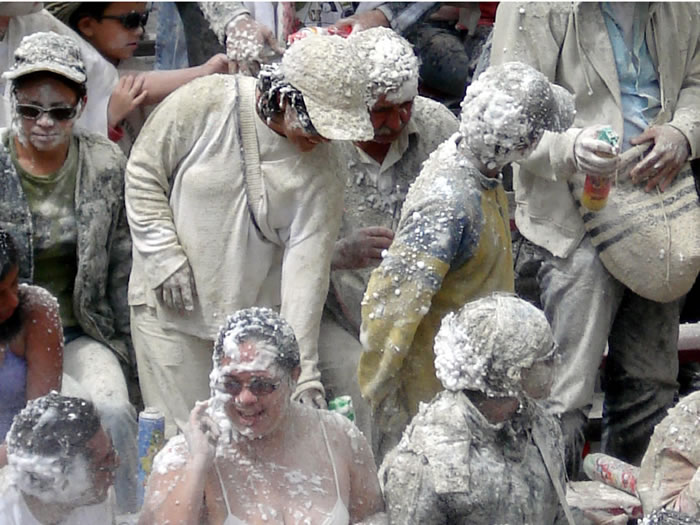
معركة يوم البِيض، يناير 2007.

يعتقد أن أصل فكرة «يوم البيض» راجع أساسا إلى مزحة قديمة دارت أطوارها في صالون شعر يطلق عليه اسم منزل روبي للسيدات يقع ب«كالي ريال». وفقا للقصة القصيرة المتوارثة، فقد دخلت خياطة المدينة التي تدعى «دون إنجيل ماريا لوبيز زراما» إلى صالون الشعر، ففوجئت برشها من قبل الزبناء بمسحوق الأساس الأبيض المستورد، وهم يصرخون باستياء «عاش البيض».

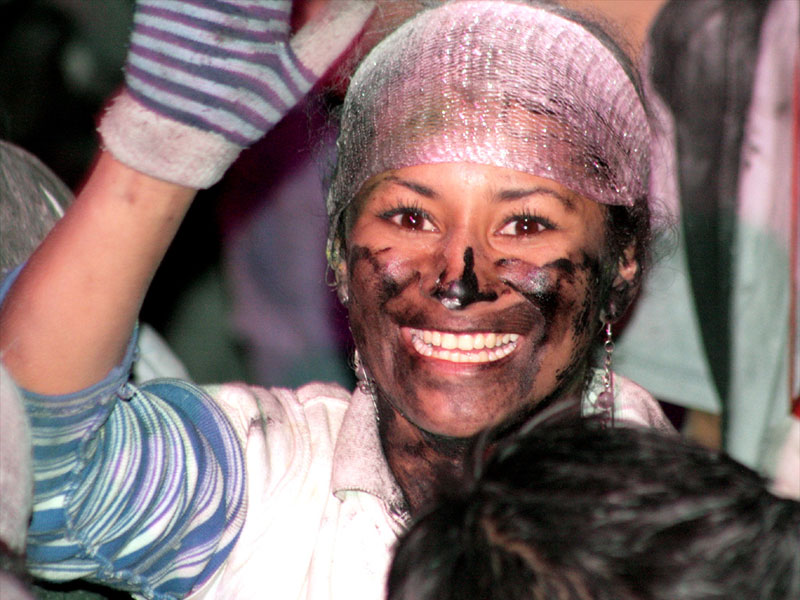
معركة تلطيخ الوجوه بالصباغ الأسود هو أهم طقس في يوم السود.

معركة العطور ومستحضرات التجميل التي تلت ذلك، وفقا دائما للقدماء الذين تناقلوا هذه القصة، امتدت أطوارها واتسعت، بل وصلت حتى إلى المخلصين الخارجين من كنيسة سان خوان باوتيستا. هذا الصخب الذي رافق هذه المزحة، كان هو من أنجب تلك الهتافات الشهيرة اليوم: «عاش السود... عاش البيض» (Que Vivan los Negros... Que Vivan los Blancos)  التي لايزال يتردد صداها بين آلاف المشاركين في الكرنفال في كل عام.

### الإنتخابات الطلابية لملكة الكرنفال في 6 يناير 1926، التي كانت وراء إدخال العرض الكبير ليوم 6 يناير
تعيين ملكة الكرنفال الذي انطلق في سنة 1926، كان نتيجة للمشاركة النشطة لطلاب جامعة نارينيو العامة في الاحتفالات، حيث ساهموا بشكل كبير في تحريك هذه الاحتفالات انطلاقا من 6 يناير 1926 من خلال تنظيم تجمع عبر مدينتي «كومبارساس» و«توناس» لتعيين مجموعات رقص من الموسيقيين المتجولين، الذي سرعان ما أصبح في وقت لاحق تحت مسمى «موكب ماغنو» ليوم البيض.
افتتاح الكرنفال بواسطة الفقرة المقدمة من طرف فرقة الفرسان التي تجوب شوارع المدينة، والذي بدأ في 4 يناير 1929 يرجع أصل وصوله إلى الكرنفال إلى مكان تجمع الخيل أمام كتيبة بوياكا، أين كان زوج من المستوطنين رفقة أطفالهم وهم يركبون بغال مثقلة شأنها شأن الخدم، بالحقائب والتذكارات التي جلبوها معهم من إقامتهم في أرض الأمازون. يترافق مرور موكب الخيل مع مرور العائلة النابضة بالحياة (عائلة كاستانيدا) عبر المدينة، وسط هتافات وصرخات الترحيب بأسرة كاستانيدا، المدفوعة من قبل الموكب والجمهور. يجسد هذا الحدث أرواح الأسلاف، فيما يشبه رسالة ترحيب حارة من الجمهور إلى الزوار، وعلامة رسمية لافتتاح الاحتفالات.

### التطورات

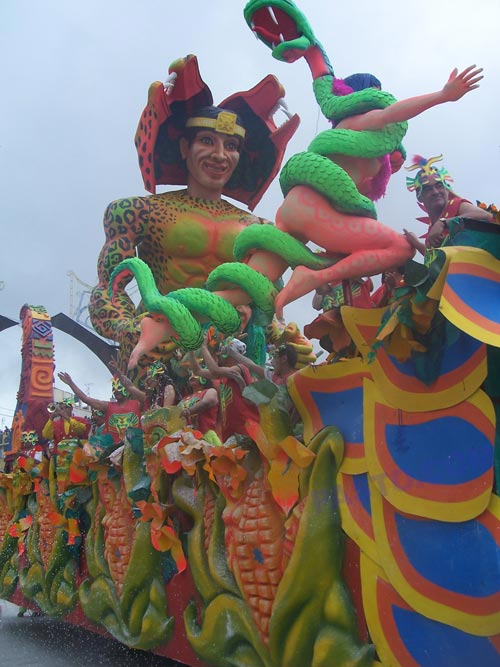
منظر جانبي لباشا (Pachá) الكرنفال أثناء الموكب الكبير ليوم 6 يناير 2006.

#### ترسيخ التقاليد
تطور كرنفال السود والبيض جنبا إلى جنب مع النمو الحضري لمدينة باستو. بوصول سنوات الخمسينيات كان الكرنفال في ذروة عصره الذهبي. حيث تميزت هذه الحقبة بإبداعات معقدة من العربات التي اخرجها لأرض الوجود النحات والنجار «ألفونسو زامبرانو»، هذا الأخير الذي عكس صورة راقية عن عمل حرفيي كرنفال باستو. خلال هذه الحقبة، بدأ عمدة باستو إجراءاته لتظيم الاحتفالات والسيطرة عليها، خاصة من خلال تخصيص الموارد اللازمة لرصد جوائز يتم منحها لأفضل العربات، هذه الجوائز التي سرعان ما تم تمديدها في وقت لاحق لتشمل كذلك فرق الكومبارسا (مجموعة من المغنيين، الموسيقيين والراقصين المشاركين في الكرنفال) والمورغا (شكل من أشكال مسرح الموسيقي الشعبية الذي يؤدى خلال أطوار الكرنفال).
إبان منتصف الستينيات وبالضبط في سنة 1966، تم في حي بوليفار بفضل «دون ماريو فرناندو رودريغيز» إنشاء ما يسمى بالكرنافاليتو (كرنفال للأطفال)، هذا الأخير الذي كان في البداية مسقلا عن الكرنفال الأم، لينضم في النهاية بعد زهاء عقد من تأسيسه إلى البرنامج الرسمي للكرنفال.
بوصول أواخر الستينات بدأت عملية البحث والتوظيف لفرق الأوركسترا التجارية الوطنية والدولية في الاحتفالات، والتي كان أشهرها الفرقتين الفنزويليتين لوس ميلديسوس، وبنين كاراكاس، بالإضافة إلى الفرقة الإكوادورية ميداردو ولاعبيه. خلال نفس الفترة، أصبح لويس كنغوان أول مصور أو بالأحرى مشغل كاميرا، يسجل رقما قياسيا في فيلم (بالأسود والأبيض) من 8 مم، سوبر 8 و 16 ملم للكرنفالات.

#### التجديد
مع وصول طريق بانامريكان السريع إلى مدينة باستو خلال السبعينيات، وزيادة اندماج باستو في النسيج الاقتصادي الكولومبي، تم تجديد الكرنفال وتوسيعه ليكون منفتحا على الخارج. إذ وبالموازات مع بروز اتجاهات جديدة للتعامل مع المواد، ادخلت على نشاطات الموكب الكبير أو يوم البيض إيقاعات وبرز تيار ثقافي جديد يدعو إلى إعادة اكتشاف جذور الكيلاسينغاس. خلال نفس المرحلة التقطت أولى اللقطات الملونة للموكب في 6 يناير، ومرة أخرى من طرف لويس كنغوان.
بحلول سنوات الثمانينيات، طفى على السطح معطى آخر يتعلق بتعدد الإتجاهات الثقافية المحيطة بالكرنفال بالإضافة إلى ما يسمى بأسلوب يوبي، الشئ الذي استدعى من القائمين على الكرنفال إنشاء هيئة قوية للتنظيم والتخطيط للحدث.
بالعودة إلى أنشطة الكرنفال، نجح الأخوان «أوردونيز» في تجديد الأنماط الجمالية لعربات السبعينات، من خلال اقتراح مواضيع أكثر شمولا مستوحات أساسا من تيار الثقافات الإقليمية. بوصول أواخر التسعينيات، ظهر جيل آخر من الفنانين الشباب، أمثال هارولد روبرتو أوتير الذين تم تدريبهم في كلية الفنون الجميلة، فبرزت بفضلهم لوحات وحركات ميكانيكية أكثر تعقيدا، استخدمو فيها مواد جديدة على غرار الألياف الزجاجية والبوليسترين.

#### إضفاء الطابع المؤسسي على الكرنفال وتدويله
بحلول شهر نوفمبر 2001، اعترف أخيرا كونغرس جمهورية كولومبيا بهذا الحدث الثقافي الرئيسي في جنوب غرب كولومبيا بوصفه تراثا ثقافيا للأمة. هذا الإعلان الذي سرع ب:
- إنشاء مؤسسة الكوربوكرنافال:[5] مؤسسة كرنفال السود والبيض لمدينة باستو.

إنشاء هذا الهيكل المستقل الجديد لمكتب الشؤون الثقافية لبلدية باستو، كان بالدرجة الأولى بغرض الاستجابة لرغبات المشاركين في مواكب الكرنفال للتغلب على تقلبات الوضع السياسي.
- إقامة ساحة كبيرة مخصصة للكرنفال.

بناء ساحة كرنفال كبيرة ووضع علامات على طريق الموكب الرسمي، من شأنه احتواء الحشد الضخم من المتفرجين الذي يصل في يوم الموكب الكبير إلى زهاء المليون شخص، بالإضافة إلى تسهل تدفقهم وكذا عبور المشاركين في أحسن الظروف. حيث يتم استبدال الحي القديم السيئ السمعة لسوق ميرسيد ومحطة النقل القديمة، بساحة حديثة كبيرة.
- إنشاء متحف الكرنفال.

يقع هذا المتحف في منطقة باندياكو، ومن المفترض أن يحتفظ كل عام بأرشيف كل طبعة، فضلا عن جزء من أشكال موكب الكرنفال.

##### التدويل
- قامت مؤسستي كرنفال فياريجيو (واحد من بين أهم كرنفالات إيطاليا وأوروبا) في توسكانا وباستو في أغسطس 2006 بتوأمة احتفالات الكرنفالين.
- في يوليو 2007، استطاع «اجتماع عالمي للكرنفال» في باستو، جمع خمسة عشر حدثا آخر مماثلا من جميع أنحاء العالم.[6]
- في مارس 2009، انتقل وفد من كرنفال السود والبيض إلى سويسرا للمشاركة في كرنفال بازل.[7]
- بحلول 30 سبتمبر 2009، أدرجت اليونسكو الكرنفال أخيرا ضمن قائمة التراث الثقافي الغير المادي للبشرية.[2]

## أطوار الكرنفال

### ماقبل الكرنفال

#### عيد القديسين الابرياء (28 ديسمبر)

##### معركة الماء للقديسين الأبرياء

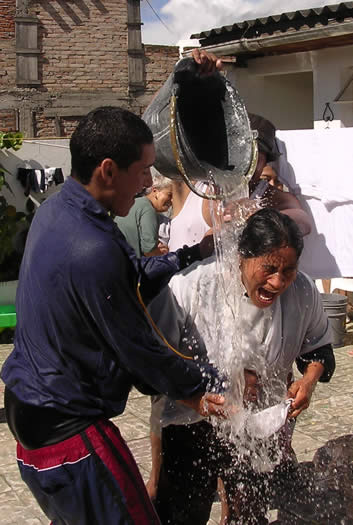
جانب من طقس السقي (الرش) بالمياه أثناء إحياء يوم القديسين الأبرياء.

يوافق يوم القديسين الأبرياء المقدس في الليتورجيا المسيحية ذكرى مذبحة الأبرياء من قبل الملك هيرودس نتيجة لأخبار عن ولادة المسيح. يتم احياء هذا التقليد في هذا التاريخ في باستو، من خلال سقي جماعي كبير كعلامة على التنقية. نتيجة للإهضار الكبير للمياه اثناء ممارسة هذا التقليد، اقترحت السلطات المعنية استبدال المعارك المائية بأنشطة بديلة مثل نشاط «قوس قزح على الأسفلت» أو ركوب دراجات الأبرياء.

#### عيد السيريناد (30 ديسمبر)
يشير الاحتفال بالسيرناد في باستو إلى العرض المقام على  الساحة المركزية للمدينة، التي تعد شهيرة في هذه المنطقة من كولومبيا.

#### «أنو فيجو»، عيد السنة القديمة (31 ديسمبر)

##### مسيرات ومحارق آنو فيغو

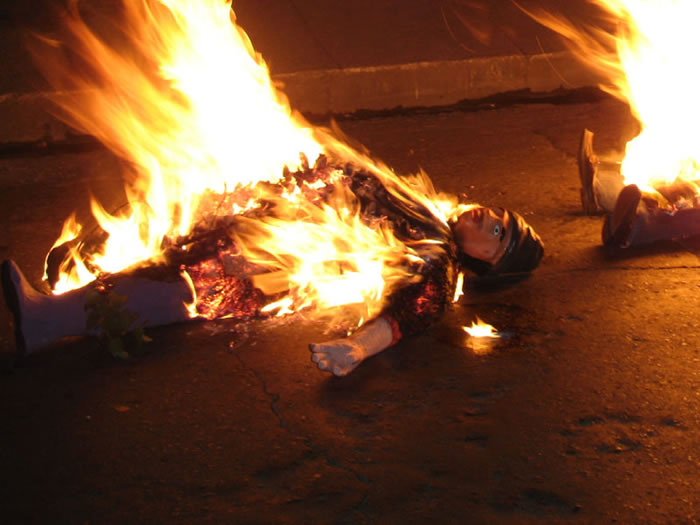
تقليد حرق دمية أنو فيجو، تزامنا مع آخر ساعات ليلة رأس السنة.

» أنو فيجو«هي عبارة عن دمية بالحجم البشري مصنوعة من الملابس القديمة والورق ونشارة الخشب (البارود سابقا) تمثل السنة التي مضت، حيث تحرق بابتهاج بالتزامن مع الوقت الذي يتغير فيه الجدول الزمني عند منتصف الليل. يعود أصل طقس «أنو فيجو» المتجدر في باستو إلى تقليد عريق استقدم من الأنديز. في هذا التاريخ، تجوب عدد من مسيرات الدمى شوارع المدينة الرئيسية في تجسيد لأحداث السنة الراهنة، هذه المسيرات التي تحمل في كثير من الأحيان رسائل ذات طابع سياسي. بهذه المناسبة يتلقى أصحاب أفضل الدمى جوائز نقدية، ليتم حرق التصميم الفائز في «بلازا ديل كارستي» مع نهاية اليوم، وسط احتفالات شعبية تنظم عادة من طرف السلطات البلدية بهدف استقبال السنة الجديدة، وتنفس روح الكرنفال القريب.
ابتداء من سنة 2006، تم حظر بيع البارود في عيد الميلاد بالمدينة، بموجب المرسوم 0207 المؤرخ بتاريخ أبريل 2005.حيث قرر عمدة مدينة باسو بحكم صلاحياته، أن مؤسسة الكوربوكرنافال هي الكيان الوحيدة المخول له تنظيم أحداث الألعاب النارية (ليلة الأنوار) للترحيب بالسنة الجديدة.

### الكرنفال

#### يوم تكريم عذراء ميرسيد والمستعمرات (2 يناير)

##### تكريما للسيدة لاس مرسيدس
العذراء ميرسيدس أو السيدة مرسيدس، هي سيدة «سيوداد سوربريزا»، لقب مدينة سان خوان دي باستو الكولومبية.

##### موكب المستعمرات
خلال هذا الموكب الذي يقام في باستو، يتم تعيين أفراد المجموعات أو «المستعمرات» (Las Colonias)، بكيفية يتم من خلالها تمثيل كل مجتمعات الساكنة القادمة من كل مكان داخل حدود المنطقة أو من بقية البلاد، كل على حدى بثقافته وهويته الخاصة. حيث تجوب المستعمرات شوارع المدينة بغرض تسليط الضوء على الرموز التي تشكل جزءا من الشخصية الجوهرية لكل مجتمع.

##### الباستوروك
باستوروك هو حدث سنوي لتسليط الضوء على الموسيقى البديلة (البلوز، البوب، الفانك، السكا وموسيقى الميتال) لتلك التي تسمع أساسا خلال أطوار الكرنفال. استمرارية هذا الحدث خلال السنوات الأخيرة ضمن برمجة الكرنفال، أتاحت الفرصة لظهور إنتاج أصلي خليط بين الروك والموسيقى التقليدية الملهمة مما أدى إلى إيقاعات جديدة مثل «سوندسورينو بونكيرو» أو «سانجوانيتو فونكيرو».

#### عيد الأطفال والعودة إلى الجذور (3 يناير)

##### الكرنفاليتو

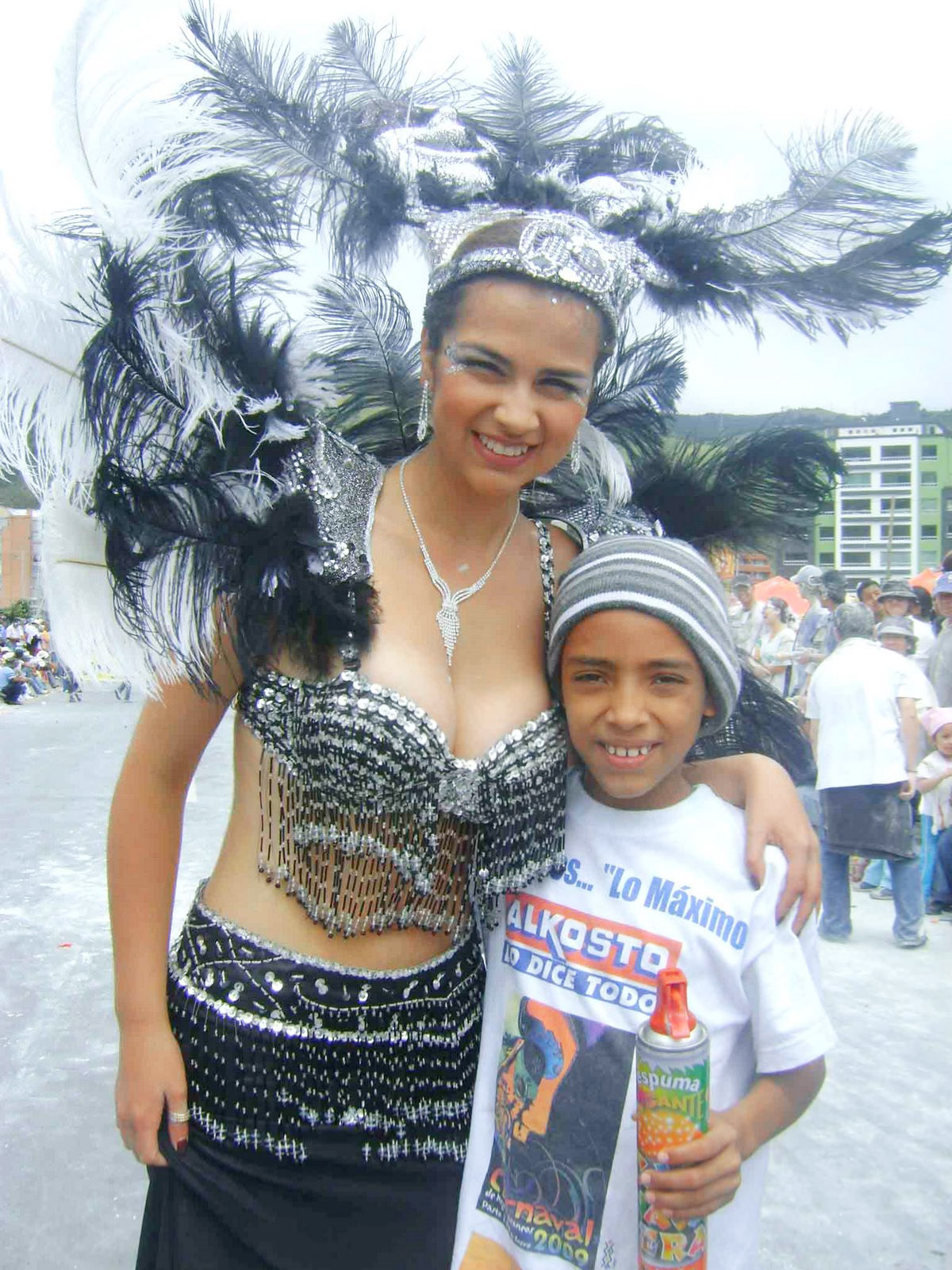
كرنفال الأطفال أو الكرنفاليتو، 3 يناير 2009.

الكرنفاليتو هو كرنفال للأطفال، الذين يستعملون على غرار الكبار في عروضه ومواكبه كل الطرق الممكنة: موكب العربات، موكب «الكومباراسا»، مجموعات الراقصين المكونة من عشرات العناصر، مسيرات مورغا، عروض التنكر الفردية والمجموعات الموسيقية. يقام كرنفال الأطفال ضمن الجدول الرسمي لكرنفال باستو في الثالث من  يناير من كل عام.

##### الغناء للأرض (كانتو أ لا تييرا)
ظهور موكب التحية إلى الوطن الأم أو «كانتو أ لا تييرا» هو حديث نسبيا، لكنه أخذ تدريجيا أهميته ضمن الجدول الزمني للاحتفالات كرنفال السود والبيض في باستو. يجمع الموكب اليوم، حوالي عشرين مجموعة، في كل منها مابين 50 إلى 300 عازف ناي وعازف على الطبول لموسيقى الأنديز، من كولومبيا وأيضا من الإكوادور، بيرو، شيلي، أو بوليفيا. يتبع موكب «الغناء للأرض» مسار الكرنفال في الاتجاه المعاكس وينتهي في ملعب الحرية أين تستمر الحفلة مع عروض لفنانين يمثلون هذا النوع.

#### موكب عائلة كاستانيدا (4 يناير)
يقام استعراض عائلة كاستانيدا في يوم 4 يناير من كل سنة، حيث يفتتح كرنفال السود والبيض برسالة ترحيب وابتهاج وسط اهتمام الزوار من خلال شخصية الكرنفال 'بيركلس. ينظم الموكب في الواقع حول عدة عائلات كاستانيدا، ترسم كل منها لوحة تاريخية تمثل الحياة المحلية في الماضي للحلاقين، الطلاب، كتيبة الجيش، أسر الفلاحين، وغيرهم. يتحدر المشاركين في هذا العرض المسرحي، في في الغالب من الطبقات الاجتماعية البرجوازية للمدينة، الذين يجدون في هذا الحدث، التحيز المثالي للمشاركة النشطة في الاحتفال.

#### يوم السود (5 يناير)
يصادف 5 يناير من كل عام ما يعرف بالكرنفال باسم يوم السود أو «ديا دي نيغروس»، تقام فيه لعبة كبيرة بتم خلالها تلطيخ وجه السود باسعمال مستحضرات التجميل أو الطلاء السيليكوني الأسود. لعبة التلطيخ (بالإسبانية: Juego de la)‏ هذه، هي
ذكرى بعيدة ليوم عطلة، حيث منح التاج الإسباني في هذا التاريخ، لعبيد منطقة كاوكا العظمى التاريخية، بغرض التخفيف من حدة رياح الثورة الناجمة عن تمرد سكان ريميديوس الموجود في إدارة أنتيوكيا الحالية. بالرغم من أنه لا أحد اسطاع تفسير الكيفية التي تحول من خلالها القرار الملكي، الذي يبدو أنه كان له تداعيات ملحوظة بالعاصمة المجاورة بوبايان، يرى مؤرخون طلاء بعض واجهات المنازل الاستعمارية باللون الأسود هو الذي أدى إلى إنتاج «لعبة السود» في باستو. نظرا لعدم وجود جبال الأنديز أو صناعة التعدين أو السكر في هذه المنطقة، فإن التهجين بين سكان السلالات الاستعمارية والسكان من أصول أفريقية هو قليل نسبيا.
تنظم خلال هذا اليوم مسابقة لاختيار أفضل ماكياج، من أجل تشجع إبداعات مجموعة من المشاركين، الذين يجمع في مركز المدينة للرقص والاشتباك إلى غاية وقت متأخر من الليل.

#### يوم البيض والموكب الكبير (6 يناير)

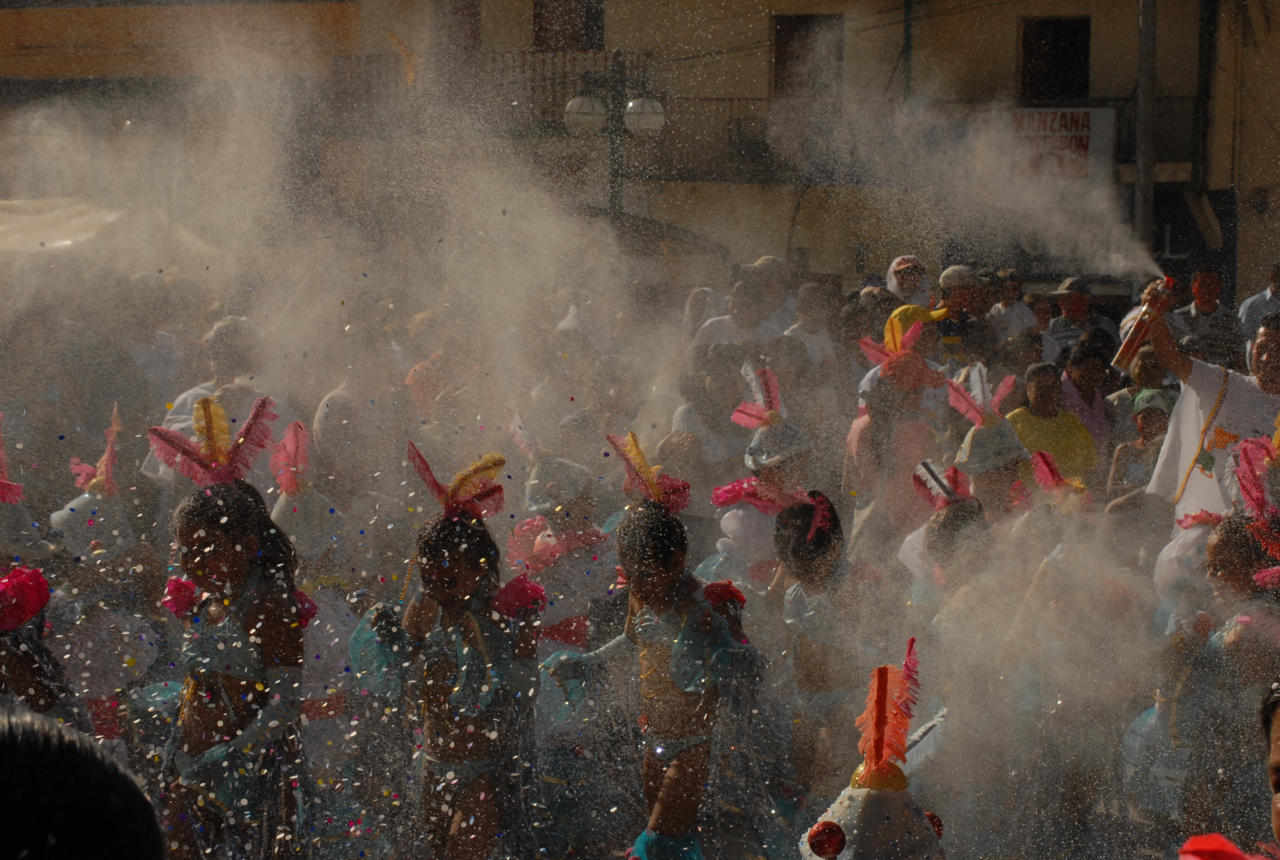
لعبة البيض باستخدام مسحوق التالك.

يقام ما يسمى بيوم البيض (بالإسبانية: Día de Blancos)‏ في 6 يناير، الذي يصادف ذروة  الكرنفال، أين يقام موكبه الكبير المكون من العربات والعربات الصغيرة (Carrozas)، فرق الآلات النحاسية  (Murgas)، الأزياء التنكرية الفردية (Disfraces Individuales) ومجموعة الكوريغرافيا (Comparsas).
على عكس اليوم السابق، يلعب الجمهور هذه المرة بالماكياج الأبيض، وبخاخ الرغوة المضعوط بالهواء والتالك. يتخذ المشاركون عبارة «دع البيض يعيشون!» (Que vivan los Blancos!)، كشعار لهم في هذا اليوم.

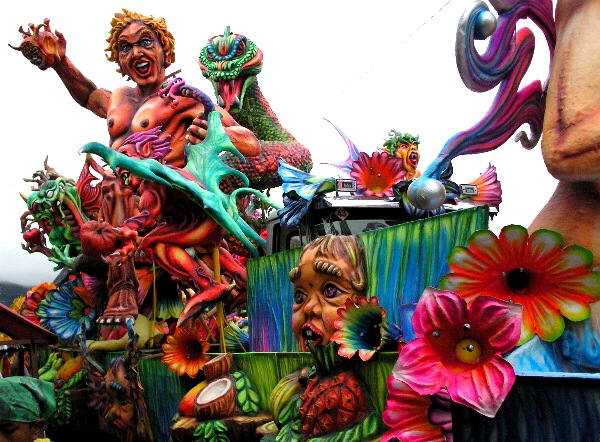
الموكب الكبير، يناير 2006.

فضلا عن المهرجانات الشعبية المقامة بساحات وشوارع المدينة، يشكل الموكب الكبير للكرنفال الذي يصل إلى ما يقرب من 7 كم في الطول على طريق تبلغ حوالي 15 كم التي تشمل شوارع وسط المدينة وساحة الكرنفال (بلازا ديل كرنافال) وبعض من الطرق من محيط ما يسمى يسمى سيندا ديل كرنفال  (مسار الكرنفال)، مصدر الجذب الرئيسي في الكرنفال. حيث يحتشد معظم المواطنين والآلاف من السياح والزوار في الشوارع ليشهدوا هذا الإستعراض، وللهتاف ورمي النثار أو الورق الملون على المشاركين، وكذا الرقص على الأغاني النمطية والتقليدية، على غرار رقصة غوانينا الشهيرة ((بالإسبانية) [[[:es:La Guaneña|La Guaneña]] La Guaneña])، إل ترومبو ساراندينغو، وتشامبو وغيرها.

#### الثقافة الريفية ومهرجان كوي (7 يناير)
يكرس هذا اليوم لختم (نهاية) الكرنفال من خلال الاحتفال بما يسمى «يوم كوي»، أين يتشارك السكان المحليون والسياح تذوق الطبق الرمزي للمنطقة، كما يزور العديد منهم بلدات أوبونوكو وكاتامبوكو الريفية، بالإضافة إلى المناطق الأخرى القريبة من بحيرة غوامويز.

## معرض الصور
- حشد من المشاركين في معركة يوم السود.
- صورة لبعض المشاركين أثناء إحيائهم ليوم البيض.
- آخر اللمسات على واحدة من ابداعات حرفيي الكرنفال قبيل انطلاق نسخة الكرنفال لعام 2007.
- صورة لمجموعة الطلاب أثناء موكب "عائلة كاستانيدا" لسنة 2006.
- جوقة كرنفال السود والبيض لسنة 2007.

## روابط خارجية
- الموقع الرسمي لكرنفال السود والبيض